# Audun Brekke Fløtten
Audun Brekke Fløtten (20 d'agost de 1990) és un ciclista noruec, professional des del 2010 i actualment a l'equip Uno-X Hydrogen Development Team.

## Palmarès
- 2011
  - 1r a la Roserittet
- 2017
  - 1r a la Fyen Rundt